# Эритрейско-эфиопские отношения
Эритрейско-эфиопские отношения — двусторонние дипломатические отношения между Эритреей и Эфиопией. Протяжённость государственной границы между странами составляет 1033 км. Между странами сложились исторически сложные отношения. В 1993 году после обретения Эритреей независимости от Эфиопии отношения были тёплыми, несмотря на прошлые конфликты. С момента обретения независимости отношения Эритреи с Эфиопией носили исключительно политический характер, особенно в сфере развития и расширения сферы деятельности Межправительственной организации по вопросам развития (МОВР). С 1998 года начался Эфиопо-эритрейский конфликт и отношения становились всё более враждебными. 9 июля 2018 года между странами были восстановлены полные дипломатические отношения.

## История
В то время как Эфиопия сумела сохранить независимость во время колониальных завоеваний Африки, территория Эритреи в XIX веке попала под власть Италии. После окончания Второй мировой войны и поражения Италии, Великобритания заняла территорию Эритреи. В 1952 году Эритрея была объединена с Эфиопией в результате ратификации Резолюции 390 Генеральной Ассамблеи ООН, в которой не было учтено желание независимости народа Эритреи.
В конце 1950-х годов эритрейцы начали организовывать вооружённое восстание со своей базы в Каире. В 1962 году император Эфиопии Хайле Селассие в одностороннем порядке распустил федерацию и аннексировал территорию Эритреи, что вызвало повстанческую войну, продлившеюся три десятилетия. Эритрея смогла добиться независимости спустя около 30 лет вооружённой борьбы. В 1993 году в Эритрее был проведён референдум о независимости, результаты которого были признаны Эфиопией, и Эритрея была принята в Организацию Объединённых Наций.
В декабре 2000 года Эритрея и Эфиопия подписали мирный договор в Алжире, ознаменовавший окончание войны, и создали совместную пограничную комиссию, а также и эритрейско-эфиопскую комиссию по претензиям, чтобы мирным путём решать спорные моменты по общей государственной границе. В апреле 2002 года комиссия опубликовала своё решение по разрешению территориального спора (с разъяснениями в 2003 году). Разногласия между странами после войны привели к безвыходному положению, с периодами повышенной напряжённости и новыми угрозами возникновения боестолкновений. После принятия этих решений Эфиопия отказалась провести фактическое разграничение границы, в то время как Эритрея настаивала на том, что граница должна быть установлена в соответствии с решением совместной комиссии.
Эритрея размещает вооружённые силы вдоль своей границы с Эфиопией, примерно равные по количеству с войсками Эфиопии, что потребовало общей мобилизации значительной части населения. Эритрея рассматривает этот пограничный спор как угрозу безопасности для себя и для Африканского союза в целом, поскольку он касается верховенства колониальных границ в Африке. После начала пограничного конфликта Эфиопия перестала использовать эритрейские порты для перевозки своих товаров в третьи страны.
Во время пограничного конфликта Эфиопия поощряла действия боевиков против Эритреи (включая деятельность сепаратистов и религиозных организаций). Эритрея приняла ответные меры, разместив враждебные Эфиопии группы боевиков на своей территории. Совет Безопасности ООН принял заявление, что Эритрея и Эфиопия подключили в свой конфликт и правительство Сомали.
В марте 2012 года Эфиопия атаковала аванпосты эритрейской армии вдоль границы. Аддис-Абеба объяснила свои действия тем, что нападение было совершено в ответ на обучение и поддержку Эритреей антиэфиопских боевиков

### Восстановление отношений
На саммите 8 июля 2018 года в Асмэре премьер-министр Эфиопии Абий Ахмед Али и президент Эритреи Исайяс Афеворки обязались восстановить дипломатические отношения между странами и открыть границы. На следующий день они подписали совместную декларацию, официально положив конец эритрейско-эфиопскому пограничному конфликту. 16 сентября 2019 года стороны подписали второе мирное соглашение в Джидде, Саудовская Аравия.

## Эритрейско-эфиопские общественные организации
В эритрейско-эфиопской диаспоре присутствует много общинных организаций многоэтнического и смешанного происхождения, основанных эритрейцами и эфиопами, чтобы способствовать установлению хороших отношений, поощрять и выражать культурные общности, что произошло задолго до восстановления дипломатических связей между правительствами двух стран. Большинство из этих организаций находятся в университетских городках в Соединённых Штатах Америки, Канаде и других странах.

## Резиденции дипломатических миссий
- Эритрея имеет посольство в Аддис-Абебе[16].
- Эфиопия содержит посольство в Асмэре[17].